# 12 Korpus Kawalerii (ZSRR)
12 Korpus Kawalerii (ros. 12-й кавалерийский корпус) – wyższy związek taktyczny kawalerii Armii Czerwonej z okresu II wojny światowej. 
12 Korpus Kawalerii (12 KKaw.) sformowany został 2 stycznia 1942. Dowodzony był przez płk Siergieja Sokołowa, ale nie brał udziału w walkach na froncie radziecko-niemieckim. Rozformowanie jednostki nastąpiło 12 marca 1942.

## Dowódca korpusu
- płk Siergiej Sokołow (17.01.1942 - 03.02.1942)[1].

## Struktura organizacyjna
- 30 Dywizja Kawalerii
- 38 Dywizja Kawalerii
- 68 Dywizja Kawalerii[1].